# Гуго Бутир
Гуго ван Аркель, відомий як Бутир, відомий ширше як Гуго Бутир (нар. близько 1105, помер близько 1146) — лицар-хрестоносець голландського походження, служив у польській армії, кастелян хелмнський, пращур, "Родоначальник" лицарського роду Доленга.Закревські та інш....

## Історія

### Походження
Народився близько 1105 року як третій, наймолодший син лицаря хрестового Яна III ван Аркеля та Алейди (Аделаїди) ван Гессден.Батько Гуго  Ян 3  після прибуття до Єрусалиму був посвячений у лицарі Ґодфрі Буйонським. <<Годфрі також відомий як>> «Барон Гробу Господнього» і «Король хрестоносців» Дім Аркелів належав до найвидатніших голландських феодальних родів, члени якого володіли маєтками в Горкумі на кордоні графства Голландії, Гелдерланду та земель біскупів Утрехт. Ян III ван Аркель взяв участь у Першому хрестовому поході  Помер у  Стразбурзі 1118 році. Гуго мав старших братів: Яна IV, який успадкував основні володіння, і Фольперта, який заснував лінію панів на Лек (Ледердам). Прізвище Бутір («масло») походило від маєтків Боттерслоет («Масляний замок»), які перейшли до Гуго після смерті батька. До нього також належали маєтки Спік і село Блоклант. Пізніше, в 1119 році, вже як лицар, він, від імені своєї дружини Генріетти, доньки Дірка ван Амерсфорта, отримав у льно від тестя маєток Дасселаар у Гелдрії.

### На службі єпископів Утрехтських
Шлюб з Генріеттою пов'язав Гуго з єпископством Утрехтським, правителем якого був родич Аркелів, єпископ Андре ван Куйк. Гуго став найвищим світським чиновником країни, костеланом Утрехту. Вже тоді він брав участь у війні, яку вів рід ван Куйк проти Дірка VI, графа Голландії. Можливо, саме тоді він заслужив собі почесну репутацію найсміливішого з лицарів Німеччини. Він також був задіяний у війні, яку вів наступний біскуп Утрехту — Гартберт. У 1144 році відділені Гуго командувані війська розбили війська Отто графа фон Рінека. Сам Рінек потрапив до полону. Як свідчить традиція, йому не дуже добре поводилися, і це привело до гніву на Гуго з боку Дірка VI та багатьох впливових панів. Це був один з приводів виїзду Гуго з Нідерландів.

### На службі у князя Болеслава IV Кучерявого
Як край осілля обрав Гуго Мазовія. Вступив до служби у князя Болеслава IV Кучерявого. Не було без значення те, що в той час біскупом плоцьким був співвітчизник Гуго Олександр з Малонне. Олександр також був родичем Аркелів, що пояснює традицію, передавану століттями родом Долегів, що біскуп був членом їхнього роду (отже, Ян Длугош в своїй Хроніці відносить Олександра з Малонне до роду Доленга). Іншою важливою причиною була можливість продовження крестових традицій Аркелів. Експедиція проти Прусів у 1147 році, у якій брав участь Гуго, була представлена як хрестовий похід. Крім того, західноєвропейські лицарі були радо бачені на польських княжих дворах.
Близько 1145 року Гуго потрапив на Мазовію і взяв участь у внутрішній війні, яку вели два юніори — Болеслав IV Кучерявий і Мєшко III Старий проти Владислава II Вигнанця. Його роль у перемозі юніорів була значущою. Після цього, у 1147 році, Гуго взяв участь у хрестовому поході проти підбалтійського язичницького племені Прусів. Він відіграв у ньому таку велику роль, що в традиції відомий як їхній знищувач. Його сміливість і подвиги в боротьбі з Прусами залишилися в легенді гербового роду Доленга.
Як чиновник працював у Хелмно, де розбудував тамтешній город, що мав велике значення для продовження виходів проти Прусів. Хелмно (початкове городище з передмістком у селі Калдус), ймовірно, було центром особливого прикордонного округу, у джерелах називаного маршею, із більшою територією та широкими повноваженнями комеса. Замок Гуго отримав назву Буттірберг, а сам він став касцеляном челмненським. Близько 1155 року Гуго на короткий термін повернувся до Нідерландів для врегулювання родинних справ маєткових. Можливо, він взяв участь у подальшому поході проти Прусів у 1166 році; однак більш ймовірно, що помер перед цією датою.

## Рід Доленга
Гуго за свої заслуги отримав наділ земельний пов'язаний з селом Пруси поблизу Лега в землі плоцькій. Лег належав до найстаріших володінь Доленга.
Гуго одружився знову в Польщі. Його сина ми знаємо за патроніміком — Ґрабіа, що означає граф, і підтверджував високий службовий статус його батька. Син Ґрабії — Марцін і онук Кристин з Хросни (Кросни) — складають перші ланки генеалогічного дерева  Долегів. Прізвище «ґрабіа» було характерним для нащадків Доленга, осілих в районі Лег під Плоцьком. Навколо Лег були села, що належали до роду Доленга, зокрема: Дзєдзіце, Гзіно, Косково, Мліце, Оссово, Закжево, з яких походять, Дзєдзичі, Гзінські, Косковські, Ленські, Млицькі, Оссовські, Закжевські. З гілки Доленга, добржинських походять Кретковські і Ласоцькі, з гілки заукряжинської між іншими Мостовські, Нарзимські і Шренські.